# Gynerium
Gynerium je monotipski biljni rod smješten u vlastiti tribus Gynerieae, dio potporodice Panicoideae. Jedina vrsta je G. sagittatum koja je rasprostranjrena od Meksika kroz Srednju Ameriku sve do sjeverne Argentine.
Gynerium sagittatum je zimzelena trajnica koja naraste do 4 m visine (13 stopa). Česta je uz vodene tokove; štiti obale rijeka od erozije i pruža utočište divljim životinjama.
Listovi se koriste za izradu prostirki, košara i šešira, a stabljike, između ostaloga i za izradu strelica. Cvjetovi se oprašuju vjetrom.
- G. sagittatum
- G. sagittatum

## Sinonimi
- Arundo sagittata (Aubl.) Pers.
- Saccharum sagittatum Aubl.